# Metro v Torontu
Torontské metro je rychlodrážní systém obsluhující Toronto a sousední město Vaughan v kanadské provincii Ontario, provozovaný společností Toronto Transit Commission (TTC).
TTC zavedlo během pandemie covidu-19 přísnější hygienické podmínky.

## Stanice
Torontské metro má 70 stanic na třech linkách. Většina stanic je pojmenována podle nejbližší hlavní dopravní tepny, kterou daná linka prochází.

## Školení
Strojvedoucí metra začínají své školení v Hillcrestu s maketou vozu Toronto Rocket ve virtuální realitě. Simulátor se skládá z kabiny strojvedoucího s plnými funkcemi, dveřmi a částečným interiérem vozu metra. Simulátor je umístěn v simulovaném tunelu metra.